# قلعة الوجه
قلعة الوجه والتي تسمى قلعة السوق هي قلعة بُنيت في عام 1875م (1276هـ). تقع في الجهة الجنوبية الغربية من محافظة الوجه في منطقة تبوك بالمملكة العربية السعودية وتكشف القلعة جميع نواحي البلدة والمناطق المحيطة بها وهي عبارة عن بناء على شكل مستطيل مزود ببرج مراقبة ومدخل وفناء تطل عليه الحجرات والمرافق. تم ترميم القلعة بالكامل- كمركزًا للحكومة وحصنًا منيعًا لحماية منطقة تبوك، وفي يومنا الحاضر فهي متحف لتاريخ مدينة الوجه يستعرض صور البلد القديمة.

## التصميم المعماري
شُيدت قلعة الوجه على شكل مستطيل أبعاده بطول 55 مترًا وعرض 51 مترًا وفي أركانه الأربعة 4 أبراج تأخذ شكل ثلاثة أرباع الدائرة، يتوسط الضلع الغربي المدخل الرئيس للقلعة، وهي تؤدي إلى دهليز مساحته 30 تقريبًا. تم ترصيف أرضيته بالحجر المنحوت، يؤدي هذا الدهليز يمينًا إلى ممر يفضى إلى الصحن. ويشتمل صحن القلعة على عدة مجموعات من الحجرات ترتكز معظمها على أسوار القلعة الداخلية، يلاصق مجموعة الحجرات مجموعة دورات المياه التي بنيت داخل ما يشبه الحجرة ومدخلها من الصحن الذي يؤدي إلى رحبة تتقدم دورات المياه وبجوارها بقايا فرن، يجاور هذه المجموعة من الحجرات سلم صاعد إلى ممر السور الذي بني بالحجر المنحوت ويتكون من صفين من الدرج كل صف سبع درجات.

## تسجيل التراث
أعلنت هيئة التراث بالمملكة عن تسجيل القلعة في السجل الوطني للتراث العمراني ضمن جهود الهيئة بأرشفة جميع المواقع الأثرية في أنحاء المملكة العربية السعودية.